# Parc naturel des lacs d'Iława
Le parc naturel du lac d'Iława ou parc paysager des lacs d'Iława (en polonais : Park Krajobrazowy Pojezierza Iławskiego), est un parc naturel de Pologne, couvrant 250,45 km2. 